# Région de bien-être d'Ostrobotnie
La région de bien-être d'Ostrobotnie (en finnois : Pohjanmaan hyvinvointialue) est un organisme public indépendant des municipalités et de l'État chargé des services sociaux, de santé et de secours en Ostrobotnie.
C'est l'une des 23 régions de bien-être de Finlande.

## Municipalités
La région de bien-être compte 14 municipalités, dont 6 villes.
- Kaskinen
- Korsnäs
- Kristiinankaupunki
- Kruunupyy
- Laihia
- Larsmo
- Malax
- Korsholm
- Närpes
- Pedersöre
- Jakobstad
- Nykarleby
- Vaasa
- Vörå

## Services
La responsabilité légale de l'organisation des services sociaux et de santé et de secours passera des municipalités à la région de bien-être d'Ostrobotnie à partir du 1er janvier 2023.

### Soins de santé
Les municipalités font partie du district hospitalier de Vaasa.
La région est servie par l'hôpital central de Vaasa.

### Opérations de secours
En termes d'opérations de secours d'urgence, les municipalités de la région de bien-être d'Ostrobotnie dépendent du service de secours d'Ostrobotnie.

## Politique et administration
Les élections régionales finlandaises de 2022 ont eu lieu le 23 janvier 2022 afin de désigner pour la première fois les 59 conseillers régionaux élus pour 3 ans pour administrer la région de services du bien-être d'Ostrobotnie.
Les répartitions des voix et des sièges sont les suivantes :
| Parti    | Parti                           | Voix   | %    | Sièges |
| -------- | ------------------------------- | ------ | ---- | ------ |
|          | Parti social-démocrate          | 10 217 | 13,6 | 8      |
|          | Vrais Finlandais                | 5 698  | 7,6  | 5      |
|          | Parti de la coalition nationale | 7 644  | 10,2 | 6      |
|          | Parti du centre                 | 3 122  | 4,2  | 2      |
|          | Ligue verte                     | 1 760  | 2,4  | 1      |
|          | Alliance de gauche              | 2 005  | 2,7  | 1      |
|          | Parti populaire suédois         | 37 517 | 50,1 | 32     |
|          | Chrétiens-démocrates            | 5 270  | 7,0  | 4      |
|          | Mouvement maintenant            | 409    | 0,5  | 0      |
|          | Le pouvoir appartient au peuple | 990    | 1,3  | 0      |
| Sources: |                                 |        |      |        |